# Anodonthyla boulengerii
Anodonthyla boulengerii är en groddjursart som beskrevs av Müller 1892. Anodonthyla boulengerii ingår i släktet Anodonthyla och familjen Microhylidae. IUCN kategoriserar arten globalt som livskraftig. Inga underarter finns listade i Catalogue of Life.

## Bildgalleri

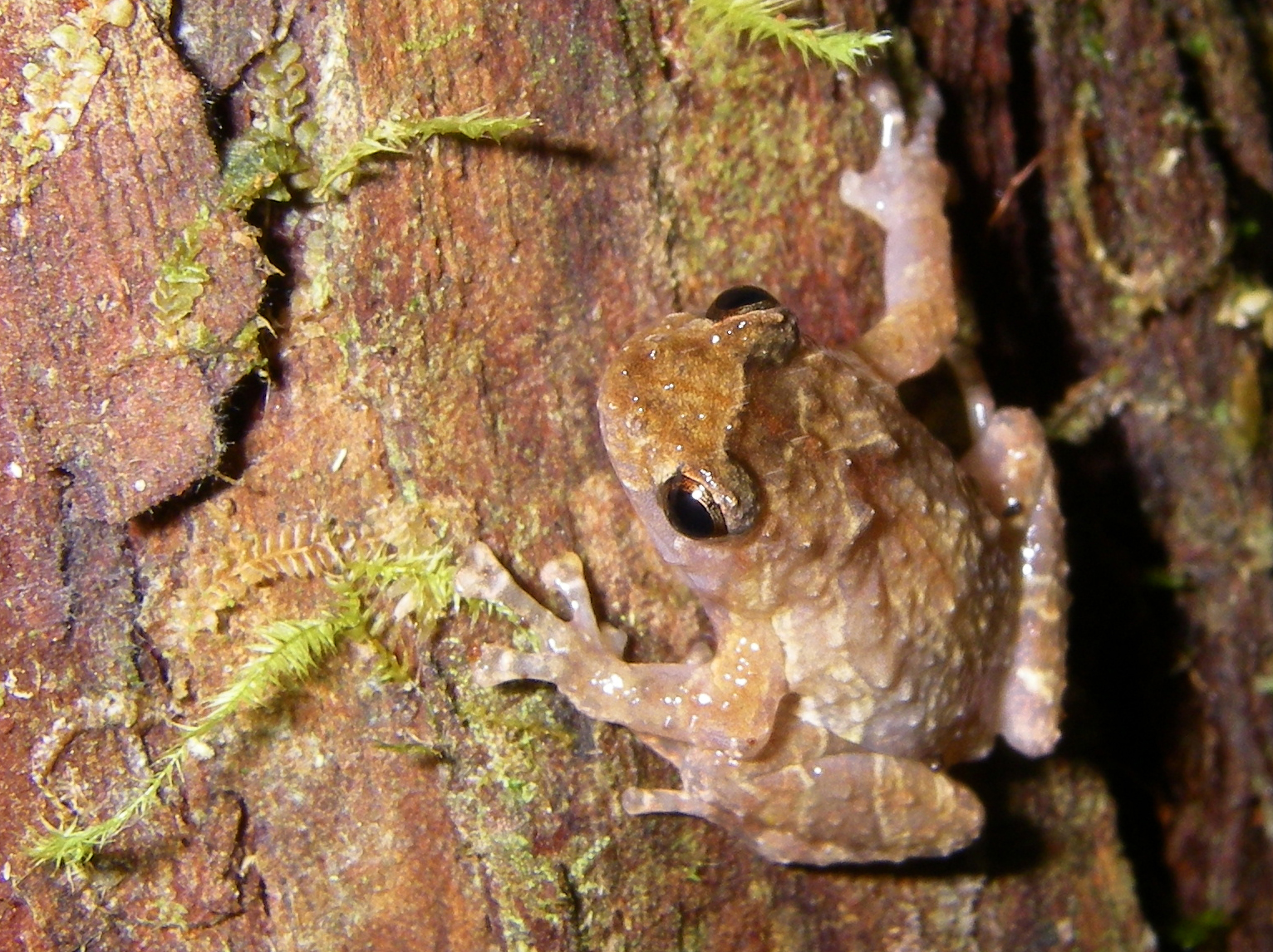
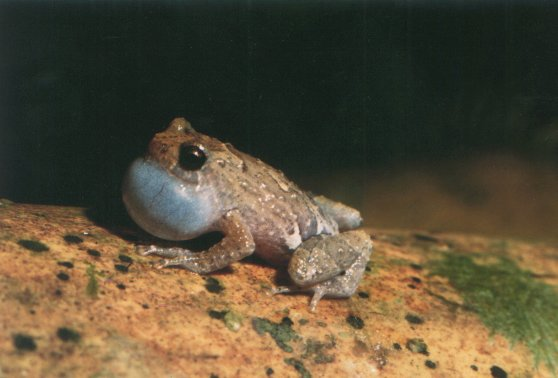
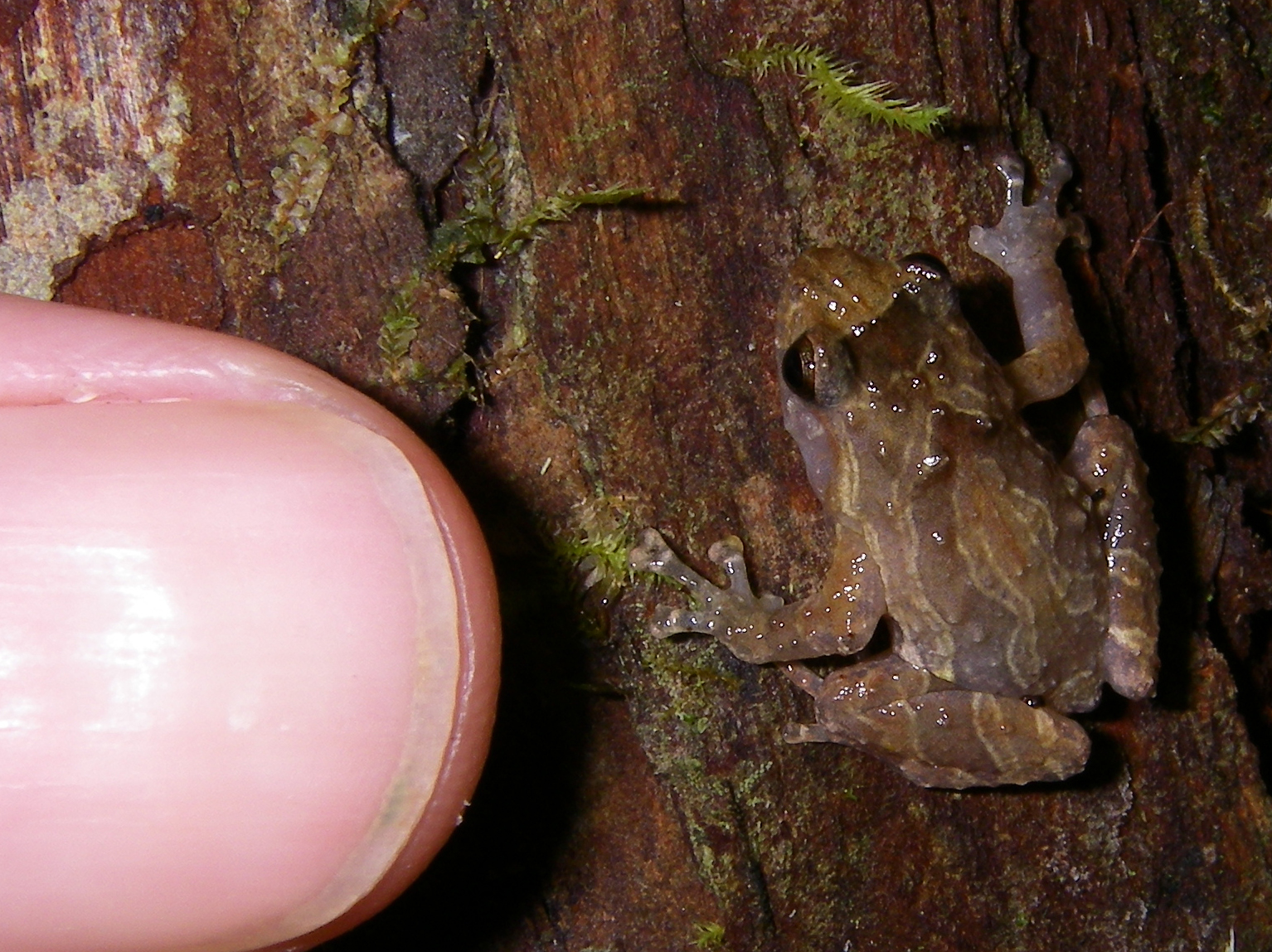
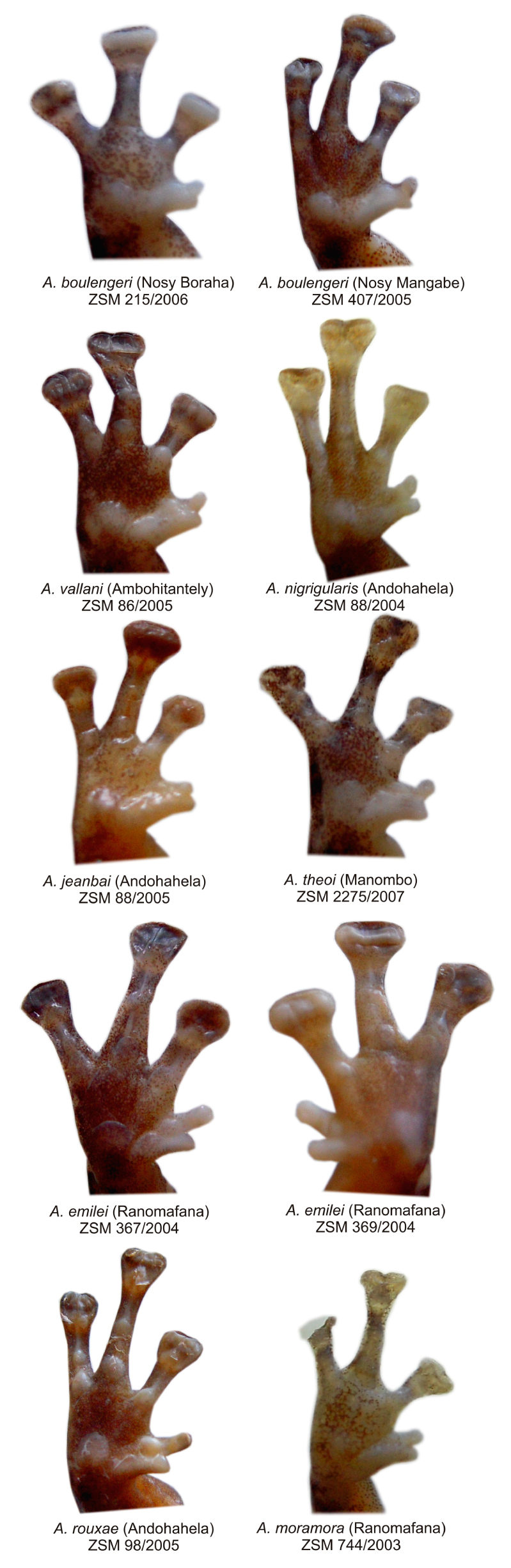